# FKBP9
FKBP9‏ (FK506 binding protein 9) هوَ بروتين يُشَفر بواسطة جين FKBP9 في الإنسان.